# КТГ-4
КТГ 4 — вантажний тролейбус, що вироблявся на Київському тролейбусному заводі з 1982 року. Рік припинення виробнитцтва невідомий. Тролейбус не надто відрізняється від схожих на нього моделей КТГ 1 і КТГ 2. Єдина суттєва відмінність цього тролейбуса від попередників — просторіший салон, а також наявність величезних вікон автобусного типу.
Як і інші КТГ, цей вантажний тролейбус здатен їздити як від дизельного двигуна, так і від доволі потужного електромотора (потужністю приблизно 140 кВт). Максимальна швидкість тролейбуса більше, аніж у КТГ 1 чи КТГ 2 — досягає 60—65 км/год.
Тролейбус суттєво відрізняється від інших КТГ лише тим, що має величезні вікна та салон «автобусного» типу, тобто у салоні встановлені пари крісел (подібно до УАЗа) для пасажирів. Загалом сидінь у тролейбусі — 9 штук, але тролейбус не розрахований на стоячих пасажирів. Кабіна водія не відокремлена від салону, що додає вантажному тролейбусу вид  напівпасажиріського. Загальна пасажиромісткість машини — 11 чоловік. У тролейбуса є 2 дверей: одні ведуть до кабіни водія (що не відокремлена від салону), інші двері знаходяться посередині тролейбуса, вони розсувні. Звичні для КТГ 1 розсувні задні двері відсутні через те, що тролейбус має пасажирський салон.
Тролейбус не виконує вантажних функцій, і найчастіше використовується як їдальня на ходу для робочих чи водіїв. Також у тролейбусі можливі пасажирські перевезення невеликих груп людей (проте це малоімоірно). Іноді такі подібні тролейбуси використовуються як машини техдопомоги, буксування або підігріву.
В Україні усього 5 таких моделей: три тролейбуси (один з них простоює у депо через несправність) працюють як переїзні їдальні для водіїв пасажирських тролейбусів або робочих. У містах Хмельницький та Черкаси працюють ще 2 моделі.